# Diamond Wave
Diamond Wave è il sesto album in studio della cantante giapponese Mai Kuraki, pubblicato nel 2006.

## Tracce
1. Diamond Wave – 4:55
2. Ready for Love – 3:41
3. Best of Hero – 4:14
4. Juliet – 3:52
5. Growing of My Heart – 4:24
6. Aitakute... (会いたくて...) – 4:31
7. Hologram (ホログラム) – 4:08
8. State of Mind – 4:29
9. Ima Kimi to Koko ni (今 君とここに) – 4:25
10. Cherish the Day – 4:05
11. Voice of Safest Place – 4:59